# Conferința de la Londra (1832)

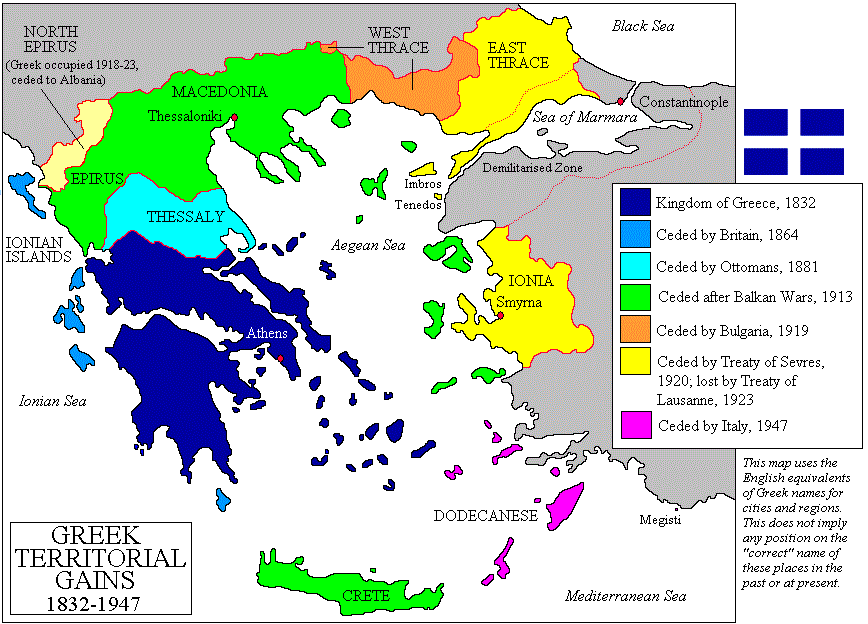
Evoluția teritorială a Greciei din 1832 (fondarea Regatului Greciei, cu albastru închis) până în zilele noastre

Conferința de la Londra, ale cărei documente finale au fost semnate pe 7 mai 1832 de ambasadorii plenipotențiari ai Regatului Unit, Regatului Franței și Imperiului Rus, a stabilit condițiile pentru acordarea independenței Greciei, încetarea stării de conflict dintre Grecia și Imperiul Otoman și acceptarea pe tronul noului stat independent a principelui bavarez Otto von Wittelsbach. Prevederile acestei conferințe au fost consfințite în Tratatul de la Constantinopol, care a urmat semnării Convenției de la Akkerman, prin care sultanul acceptase importante modificări politice și teritoriale în Balcani, (retragerea armatelor otomane din Principatele Dunărene, cedarea controlului asupra orașelor Giurgiu, Brăila și Turnu și autonomia Serbiei).

## Conflictul militar

### Eliberarea Greciei

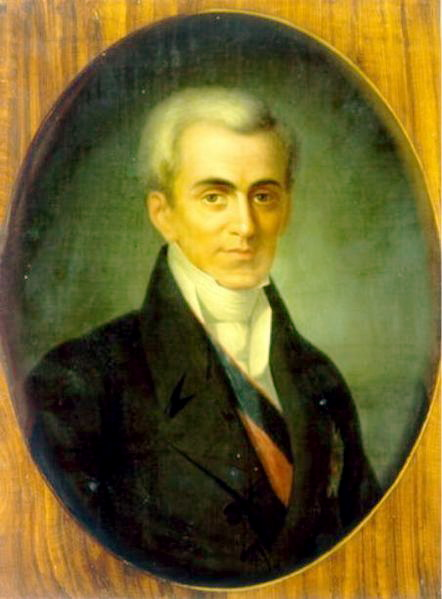
Ioannis Kapodistrias (1776-1831), unul dintre liderii mișcării de eliberare a Greciei

În anul 1821 a izbucnit Războiul de Independență al Greciei. După ce taberele implicate în conflict au înregistrat o serie de victorii și înfrângeri, războiul a consemnat un punct de cotitură odată cu distrugerea flotei turco-egiptene în Bătălia de la Navarino de pe 20 octombrie 1827. A urmat intervenția terestră a trupelor franceze din Moreea în 1828, care a obligat forța expediționară egipteană condusă de Ibrahim Pașa, vasalul și aliatul sultanului, să se retragă din Grecia.
În timpul intervenției forței expediționare, trupele terestre franceze, sprijinite de flota anglo-franceză, au cucerit fortărețele care mai erau încă sub controlul garnizoanelor otomane. Insurgenții eleni au reușit în acest condiții să elibereze Grecia centrală și Atena. Aceste succese au fost posibile și datorită faptului că efortul militar otoman era concentrat aproape exclusiv pentru respingerea invaziei trupelor Imperiului Rus din Bulgaria.

### Primele negocieri
Între timp, reprezentanții guvernelor europene britanic (Canning), francez (Guilleminot) și rus (Ribeaupierre) au semnat un raport comun prin care susțineau necesitatea creării unui stat grec, care să fie obligat să plătească tribut Imperiului Otoman,  în frunte cu un principe ereditar, numit însă formal de sultan. Înalta Poartă a refuzat însă să participe la discuții și nu a trimis niciun delegat oficial. Raportul celor trei a fost baza pe care cele trei mari puteri au semnat o convenție pe 22 martie 1929.

### Tratatul de la Adrianopol
Războiul ruso-turc din 1828 – 1829 s-a încheiat pe 14 septembrie 1829 prin semnarea Păcii de la Adrianopol. Tratatul asigura o creștere importantă a influenței ruse în Balcani. Articolul X al tratatului prevedea în mod expres acceptarea de către Poartă a convenției anglo-franco-ruse de pe 22 martie.
Grecia urma să fie organizată asemănător cu Principatele Dunărene, având în frunte un principe ortodox, devenind un teritoriu autonom, dar nu independent.

## Situația politică din Grecia

### Rezistența lui Kapodistrias
Situația politică din Grecia era mai complicată decât o doreau marile puteri: teritoriul semi-independent al principatului fusese curățat de trupele otomane. În luna mai 1827, grecii adoptaseră o constituție republicană, iar Ioannis Kapodistrias, fostul ministru de externe al împăratului Alexandru I al Rusiei până în 1822, fusese ales ca președinte.

### Leopold de Saxa-Cobourg și Gotha, candidat la tronul elen
În 1830, candidatul pe care cele trei puteri europene în numiseră pentru ocuparea tronului Greciei, Leopold de Saxa-Cobourg și Gotha a renunțat la această onoare pentru ca să devină primul rege al Belgiei.
Leopold era o figură marcantă a nobilimii europene. El a refuzat tronul, motivând că este nemulțumit de noua linie de frontieră a statului elen:  Aspropotamos-Zitouni, aflată mai la sud de granița convenită mai înainte Golful Amvrakikos – Golful Volo. Un rol important în refuzul lui Leopold l-a jucat și Kapodistrias, care i-a trimis principelui un raport în care se sublinia opoziția cetățenilor față de venirea pe tronul țării a unui domnitor străin. Kapodistrias a profitat în plus de îngrijorarea marilor puteri față de evenimentele din timpul Revoluției Belgine, care avea să ducă la apariția unui nou stat independent în vestul Europei. Toate aceste manevre nu i-au asigurat succesul lui Kapodistrias – acesta a fost asasinat, ceea ce a dus la izbucnirea unui război civil.

## Reînceperea tratativelor de pace

### Conferința de la Londra

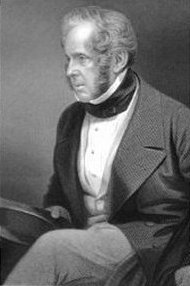
Ministrul de externe britanic, vicontele Palmerston

În condițiile în care guvernul elen era puternic slăbit, Marile Puteri au considerat momentul oportun pentru impunerea soluției vizate de acestea. Ministrul de externe britanic Palmerston a convocat ambasadorii Franței, Imperiului Rus și Bavariei. Diplomații au căzut de acord asupra proclamării independenței Greciei, instaurarea monarhiei constituționale și înscăunarea unui principe german de 17 ani, Otto Friedrich Ludwig von Wittelsbach. Succesiunea la tronul Greciei urma să fie ereditară. Linia de demarcație avea să fie pe linia Arta – Volo. Propunerile bavareze pentru un acord secret cu privire la Creta au fost respinse.

### Tratatul de la Constantinopol

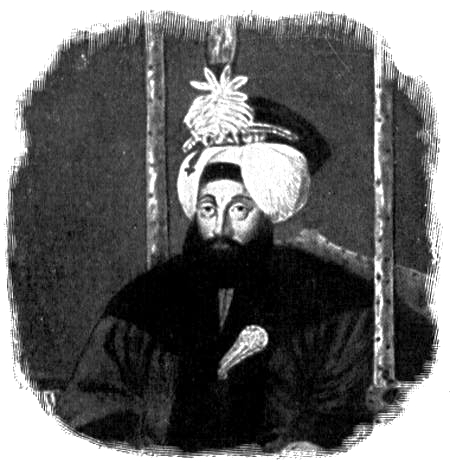
Portretul sultanului Mahmud al II-lea, mai înainte de reforma vestimentară

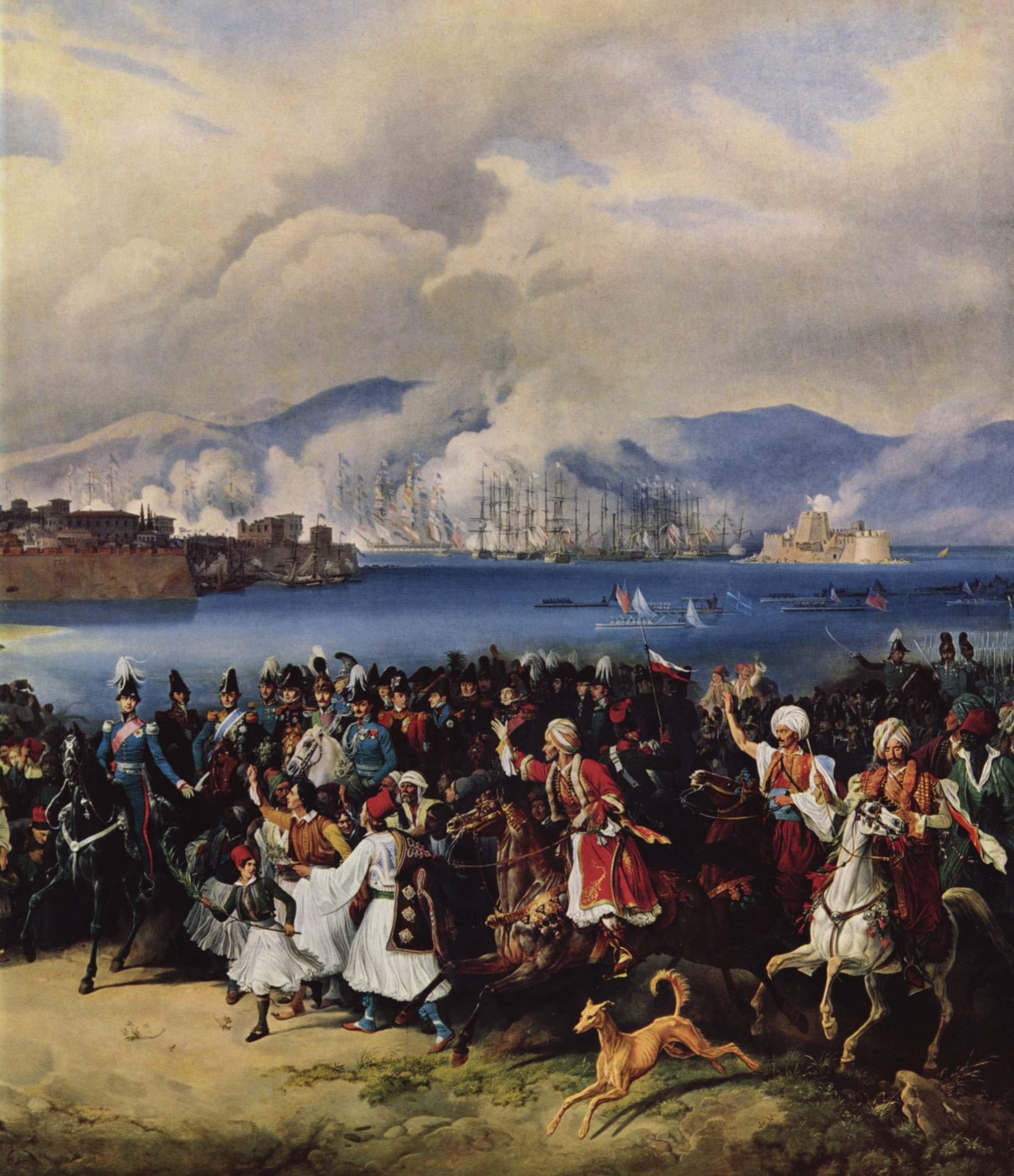
Intarea Lui Otto I al Greciei în capitală

Pentru consfințirea independenței Greciei, mai trebuia obținut acceptul Sublimei Porți. Principalele puteri europene și-au trimis ambasadorii la Constantinopol. Ambasadorii aveau o misiune dificilă, de vreme ce sultanul Mahmud al II-lea era obligat în acel moment să respecte doar prevederile Tratatului de la Adrianopol. Pe de altă parte, situația sultanului era una foarte dificilă datorită invaziei din Siria și Anatolia a trupelor viceregelui  egiptean Muhammad Ali. Sultanul se afla în situația ingrată de a cere protecția puterilor occidentale ca să poată păstra cel puțin controlul asupra Anatoliei. Reprezentantul britanic Canning i-a oferit sultanului unele promisiuni neoficiale în această privință, iar Înalta Poartă a acceptat să semneze în cele din urmă convenția.
Tratatul de la Constantinopol (1832) a fost semnat pe 21 iulie 1832. Odată cu semnarea acestui tratat s-a simțit nevoia convocării unei noi conferințe la Londra pe 3 februarie 1833, în cadrul căreia s-au fixat definitiv linia de demarcație pe aliniamentul Arta – Volo, punând capăt astfel în mod oficial conflictului dintre greci și otomani. 
În același timp, noul suveran Otto I și-a făcut intrarea în capitala Greciei, Nauplion,  în fruntea a 5.000 de soldați bavarezi.

## Resurse internet
- Protocolul de la Londra 1832